# Alicia Barnett
Alicia Barnett (* 18. Oktober 1993) ist eine britische Tennisspielerin.

## Karriere
Barnett begann mit sieben Jahren das Tennisspielen und bevorzugt Rasenplätze. Sie spielt hauptsächlich auf Turnieren des ITF Women’s Circuit, bei denen sie mit wechselnden Partnerinnen bislang 18 Titel im Doppel gewinnen konnte, neun davon mit Olivia Nicholls. Auch ihren bislang größten Erfolg, den Sieg 2022 beim WTA 250 in Granby, teilt sie mit ihr.

## Turniersiege

### Doppel
| Nr. | Datum              | Turnier             | Kategorie   | Belag             | Partnerin              | Finalgegnerinnen                            | Ergebnis          |
| --- | ------------------ | ------------------- | ----------- | ----------------- | ---------------------- | ------------------------------------------- | ----------------- |
| 1.  | 23. September 2017 | Madrid              | ITF $15.000 | Hartplatz         | Olivia Nicholls        | Marina Bassols Ribera Júlia Payola          | 6:1, 6:2          |
| 2.  | 17. März 2018      | Ramat haScharon     | ITF $15.000 | Hartplatz         | Olivia Nicholls        | Charlotte Roemer Caroline Werner            | 6:4, 7:64         |
| 3.  | 24. März 2018      | Tel Aviv            | ITF $15.000 | Hartplatz         | Olivia Nicholls        | Mathilde Armitano Elixane Lechemia          | 7:63, 6:3         |
| 4.  | 5. April 2019      | Bolton              | ITF W25     | Hartplatz (Halle) | Jodie Anna Burrage     | Laura-Ioana Paar Helene Scholsen            | 6:3, 6:3          |
| 5.  | 7. September 2019  | Sajur               | ITF W15     | Hartplatz         | Chanel Simmonds        | Amandine Cazeaux Longi Noelly Nsimba        | 6:4, 6:4          |
| 6.  | 29. Februar 2020   | Sunderland          | ITF W25     | Hartplatz (Halle) | Olivia Nicholls        | Celia Cerviño Ruiz María Gutiérrez Carrasco | 6:4, 7:66         |
| 7.  | 27. März 2021      | Scharm asch-Schaich | ITF W15     | Hartplatz         | Yuriko Miyazaki        | Ku Yeon-woo Raphaëlle Lacasse               | 6:4, 6:1          |
| 8.  | 10. April 2021     | Scharm asch-Schaich | ITF W15     | Hartplatz         | Lina Glushko           | Elena-Teodora Cadar Olivia Gadecki          | 6:4, 6:2          |
| 9.  | 14. Mai 2021       | Jerusalem           | ITF W15     | Hartplatz         | Emily Appleton         | Jenny Duerst Nina Stadler                   | 6:4, 2:6, [11:9]  |
| 10. | 19. Juni 2021      | Figueira da Foz     | ITF W25     | Hartplatz         | Olivia Nicholls        | Berfu Cengiz Anastassija Tichonowa          | 6:3, 7:63         |
| 11. | 27. August 2021    | Vigo                | ITF W25     | Hartplatz         | Olivia Gadecki         | Conny Perrin Laura Pigossi                  | 6:3, 6:2          |
| 12. | 20. November 2021  | Funchal             | ITF W25     | Hartplatz         | Hsieh Yu-chieh         | Inês Murta Daniela Vismane                  | 6:1, 3:6, [10:8]  |
| 13. | 16. April 2022     | Bellinzona          | ITF W60     | Sand              | Olivia Nicholls        | Xenia Knoll Oxana Selechmetjewa             | 67:7, 6:4, [10:7] |
| 14. | 6. August 2022     | Grodzisk Mazowiecki | ITF W100    | Hartplatz         | Olivia Nicholls        | Vivian Heisen Katarzyna Kawa                | 6:1, 7:63         |
| 15. | 27. August 2022    | Granby              | WTA 250     | Hartplatz         | Olivia Nicholls        | Harriet Dart Rosalie van der Hoek           | 5:7, 6:3, [10:1]  |
| 16. | 11. März 2023      | Trnava              | ITF W60     | Hartplatz (Halle) | Olivia Nicholls        | Amina Anschba Anastasia Dețiuc              | 6:3, 6:3          |
| 17. | 22. Juli 2023      | Vitoria-Gasteiz     | ITF W100    | Hartplatz         | Olivia Nicholls        | Estelle Cascino Diāna Marcinkēviča          | 6:3, 6:4          |
| 18. | 18. November 2023  | Petingen            | ITF W40     | Hartplatz (Halle) | Samantha Murray Sharan | Ali Collins Isabelle Haverlag               | 647, 6:1, [10:6]  |
| 19. | 26. April 2025     | Chiasso             | ITF W75     | Sand              | Elixane Lechemia       | Inès Ibbou Bibiane Schoofs                  | 6:2, 6:3          |